# Metropolitan Opera

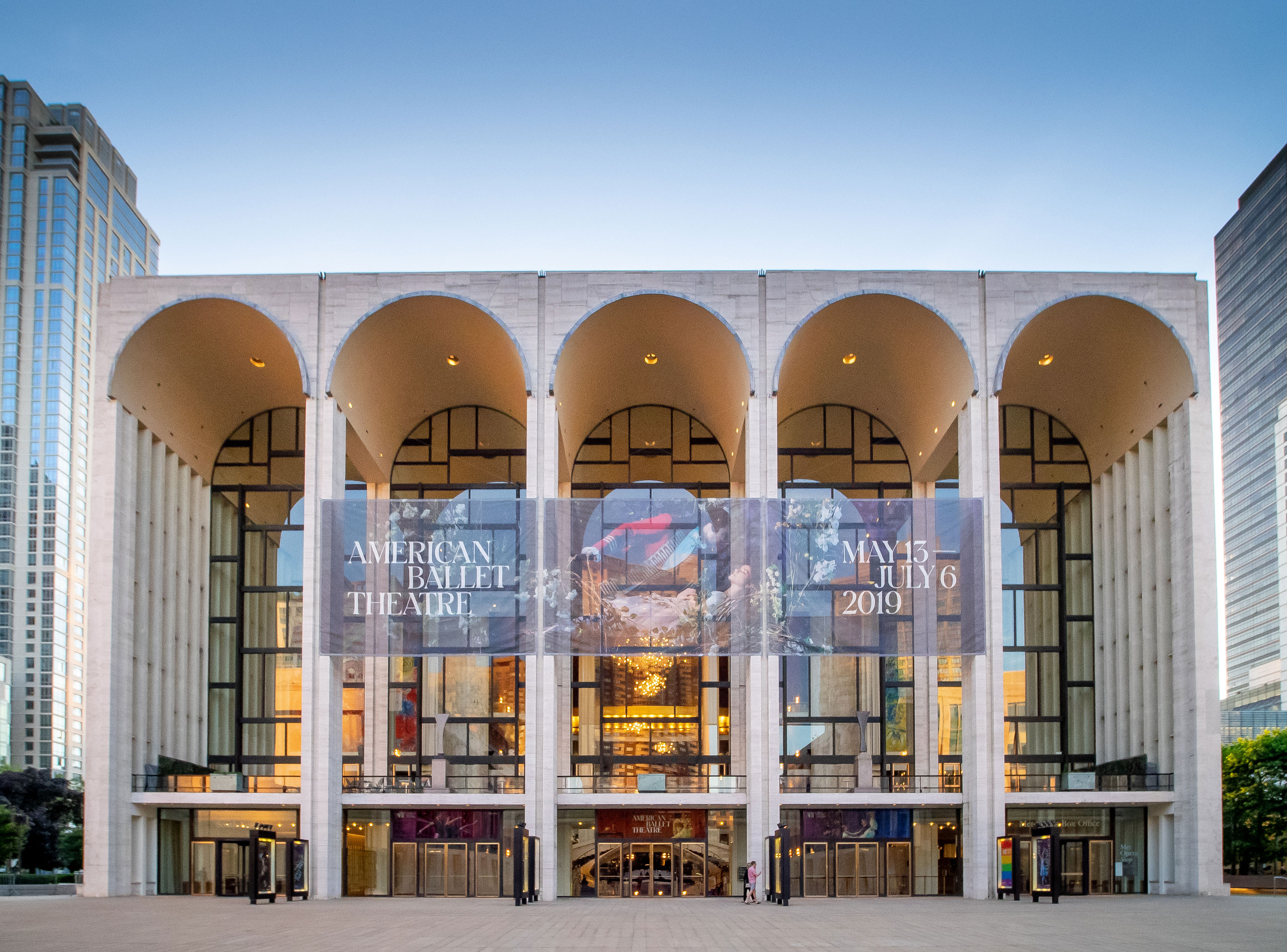
Das Gebäude der Metropolitan Opera (2019)

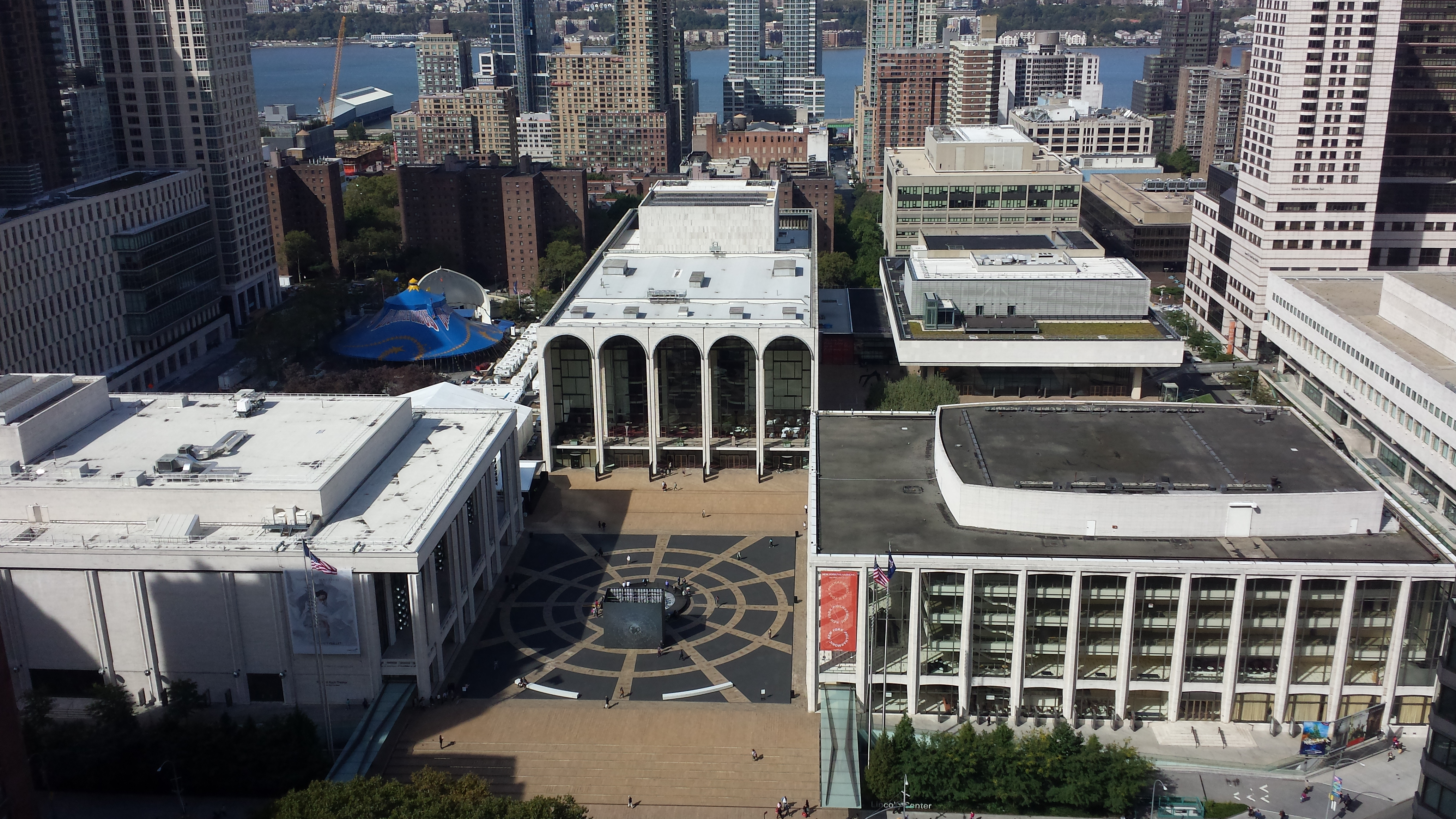
Gesamtansicht der Metropolitan Opera (2014)

Die Metropolitan Opera ist eine Theater-Gesellschaft am Lincoln Center in New York City. Sie wird umgangssprachlich als „Met“ bezeichnet und zählt zu den weltweit führenden Opernhäusern. Seit Beginn der Saison 2006/07 ist Peter Gelb General Manager.

## Geschichte

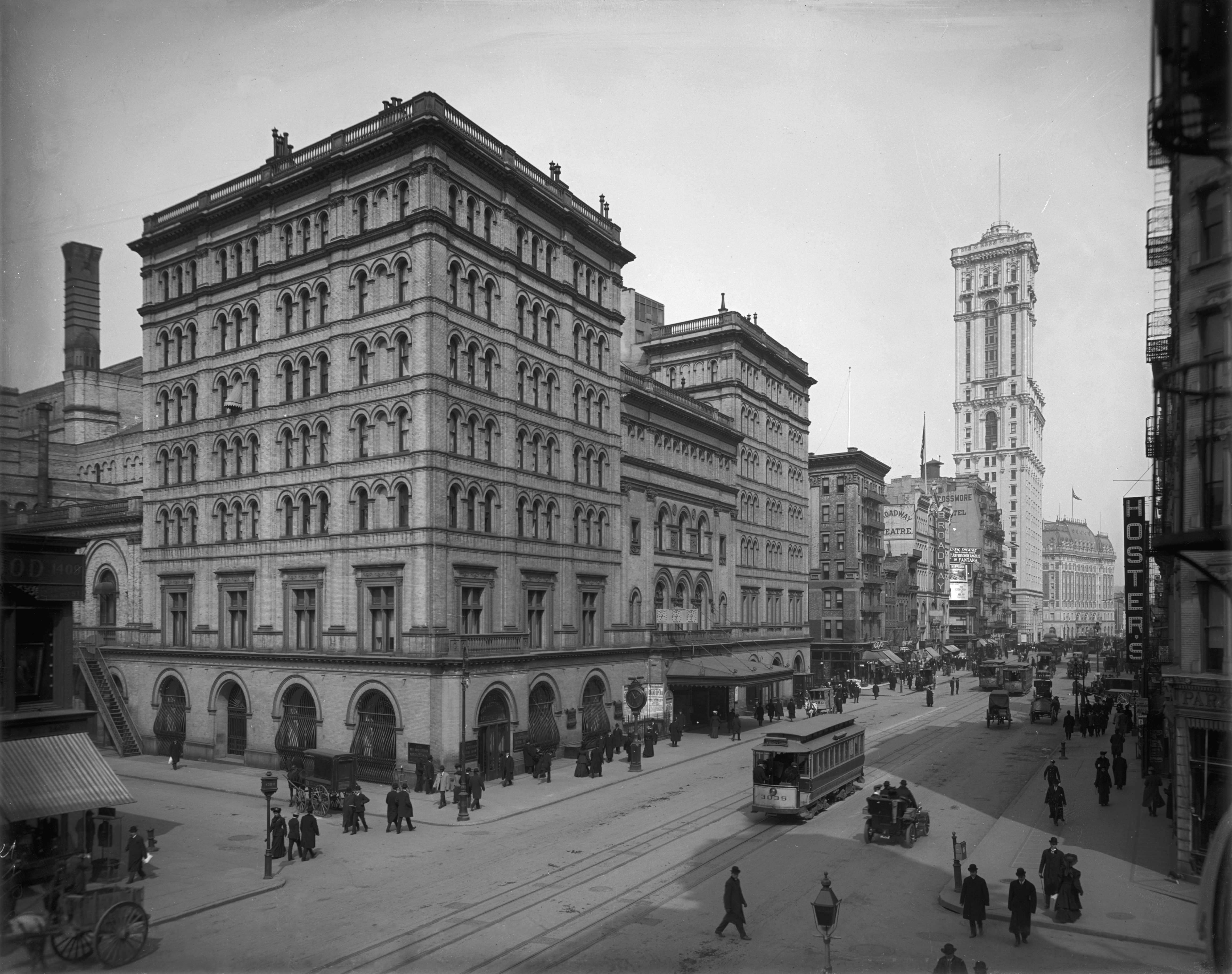
Das „alte“ Metropolitan Opera House, 1905

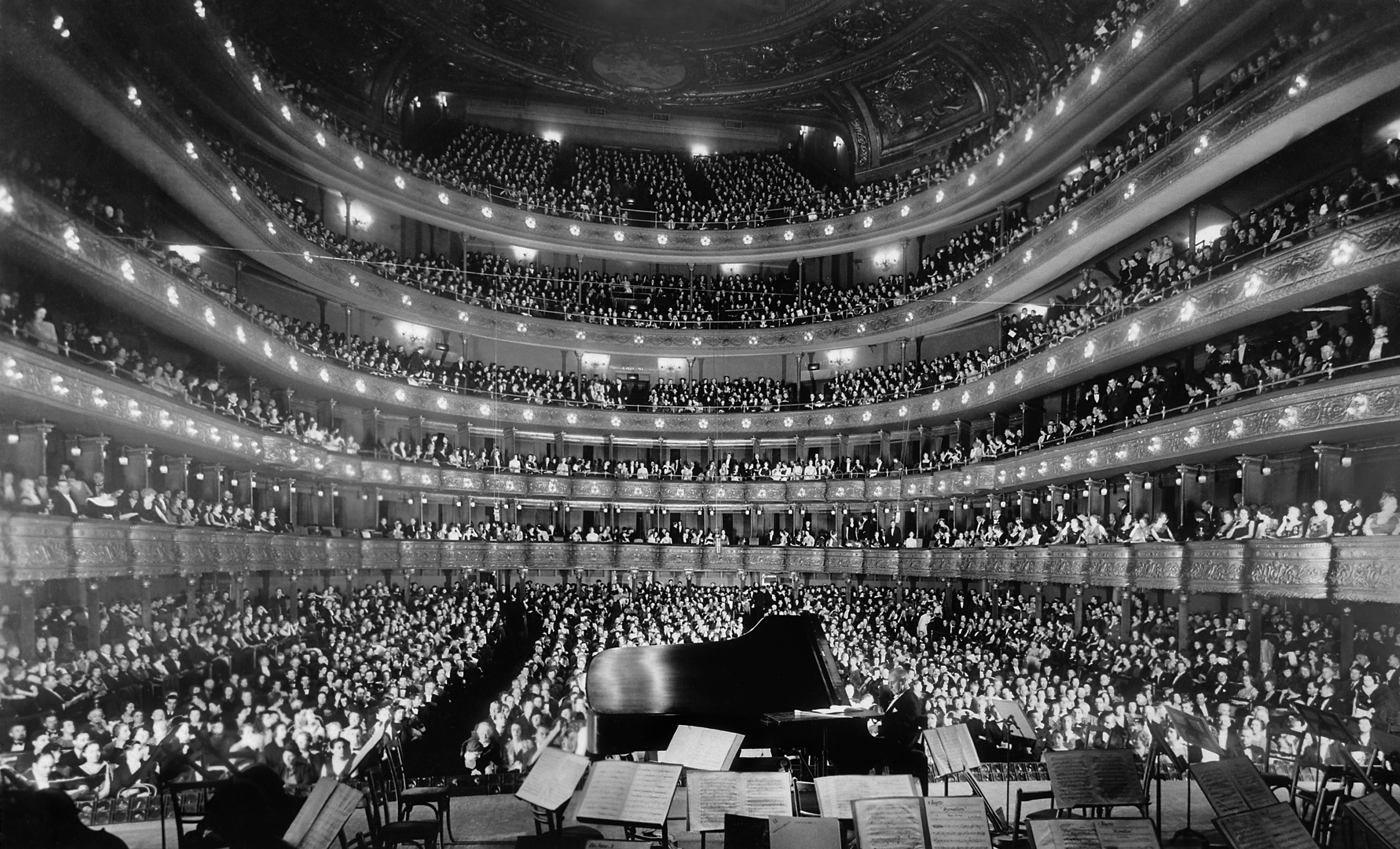
Blick von der Bühne der „alten“ Metropolitan Opera, 1937

Die Metropolitan Opera Company wurde im Jahre 1880 gegründet und erhielt ein vom Architekten J. Cleaveland Cady erbautes Opernhaus, das zwischen der 39. und 40. Straße am Broadway lag. Am 27. August 1892 beschädigte ein Brand das Gebäude schwer. Nach umfangreichen Renovierungsarbeiten konnte die Spielstätte wieder öffnen und noch bis 1966 genutzt werden. Danach entschloss sich die Metropolitan Opera Company, ihren Sitz und damit ihr Opernhaus an ihren heutigen Standort zu verlegen. Das erste Opernhaus wurde 1967 abgerissen.
Die Metropolitan Opera eröffnete am 22. Oktober 1883 mit der Oper Faust (deutscher Titel Margarete) von Charles Gounod.
Eine Reihe von Uraufführungen der Werke von Giacomo Puccini waren im „alten“ Saal der „Met“ zu erleben: La fanciulla del West (Das Mädchen aus dem goldenen Westen) im Dezember 1910 und Il trittico im Dezember 1918; Il tabarro (Der Mantel), Suor Angelica (Schwester Angelica) und Gianni Schicchi, des Weiteren im Oktober 1958 Samuel Barbers Vanessa, die mit dem Pulitzer-Preis für Musik gewürdigt wurde.
Spätestens seit Beginn des 20. Jahrhunderts galt die „Met“ als das neben der Wiener Staatsoper und dem Teatro alla Scala in Mailand führende Opernhaus der Welt, wozu große Dirigenten wie Gustav Mahler, Felix Mottl und von 1908 bis 1915 Arturo Toscanini als Chefdirigenten beitrugen, sowie Intendanten wie der italienische Opernmanager Giulio Gatti-Casazza. Dieser wollte als künstlerischer Leiter die Entwicklung der US-amerikanischen Oper voranbringen. Seine 27 Jahre dauernde Amtszeit war die längste in der Geschichte der Metropolitan Opera. Er war ein professioneller und dennoch kapriziöser Intendant. Bis zu seinem letzten Tag hat er alle Geschäfte auf Italienisch abgewickelt. Giulio Gatti-Casazza legte den Grundstein dafür, in der „Met“ immer die berühmtesten Sänger der Welt zu engagieren, so in den ersten Jahren u. a. Lilli Lehmann, Victor Capoul, die Brüder Jean und Édouard de Reszke, Ema Destinová, Nellie Melba, Lillian Nordica, Olive Fremstad, Jacques Urlus, John McCormack und vor allem der große Enrico Caruso, der 1903 als Herzog in Rigoletto debütierte und am 24. Dezember 1920 seine letzte Vorstellung in La Juive von Halévy gab. Das war Carusos letzte öffentliche Vorstellung überhaupt. 1908 begann Mahler seine Tätigkeit an der „Met“ mit Tristan und Isolde. Lucrezia Bori sang von 1912 bis 1936 über 600 Vorstellungen in der Met. Maria Callas war im November 1956 erstmals in der Oper Norma zu sehen und hören. Von 1958 bis 1983 war der Schwede Nicolai Gedda als erster Tenor an der Metropolitan Opera unter Vertrag.
1966 bezog die Gesellschaft ein neues Gebäude im Lincoln Center for the Performing Arts, das mit der Uraufführung von Samuel Barbers Antony and Cleopatra am 16. September 1966 eröffnet wurde. Zwölf weitere kulturelle Organisationen sind ebenfalls im Lincoln Center beheimatet. Im neuen Saal gab es im März 1967 mit Mourning Becomes Electra von Marvin David Levy eine weitere Uraufführung, und mit Plácido Domingo (September 1968) und Luciano Pavarotti (November 1968) standen zwei weitere bedeutende Sänger auf der Bühne. Im Dezember 1991 und im Oktober 1992 folgten wieder zwei Uraufführungen, The Ghosts of Versailles von John Corigliano und The Voyage von Philip Glass.

## Ensembles
Die Met vereinigt mehrere Ensembles in sich. Es gibt ein großes Sinfonieorchester, das sogenannte MET Orchestra, einen Chor, einen Kinderchor und viele unterstützende oder leitende Solo-Sänger. Die Met beschäftigt außerdem freischaffende Tänzer, Schauspieler, Musiker und andere Künstler innerhalb der Saison. Zu den Sängern gehören internationale und amerikanische Künstler, von denen einige Karrieren unter anderem durch das hauseigene Lindemann Young Artist Development Program, einem vom damaligen Music Director James Levine 1980 gegründeten Opernstudio zur Nachwuchsförderung von jungen Sängern, gefördert werden.

## Dirigenten
In der ersten Saison der Met im Jahre 1883/84 war Auguste Vianesi, der die meisten Aufführungen dieser Saison inklusive der Eröffnung dirigierte, auf den Theaterzetteln als „Musikalischer Direktor und Dirigent“ bezeichnet. Danach hatte die Met keinen anderen offiziell so bezeichneten Musikdirektor bis zu Rafael Kubelík 1973. Allerdings hatten einige der Met-Dirigenten eine starke Leitungsposition an der Met inne. Sie legten künstlerische Standards des Hauses fest und beeinflussten die Qualität und den Aufführungsstil des Orchesters, aber ohne offiziellen Titel. Der Met sind außerdem viele berühmte Gastdirigenten verbunden, die hier nicht aufgelistet werden.
- Anton Seidl (1885–1897)
- Walter Damrosch (1884–1902)
- Alfred Hertz (1902–1915, leitender Dirigent des deutschen Repertoires)
- Gustav Mahler (1908–1910)
- Arturo Toscanini (1908–1915)
- Artur Bodanzky (1915–1939, leitender Dirigent des deutschen Repertoires)
- Tullio Serafin (1924–1934)
- Fausto Cleva (1931–1971)
- Bruno Walter (1941–1951, 1956, 1959)
- Ettore Panizza (1934–1942, leitender Dirigent des italienischen Repertoires)
- Erich Leinsdorf (1938–1942, leitender Dirigent des deutschen Repertoires)
- George Szell (1942–1946)
- Cesare Sodero (1942–1947)
- Fritz Busch (1945–1949)
- Fritz Reiner (1949–1953)
- Dimitri Mitropoulos (1954–1960)
- Erich Leinsdorf (1957–1962)
- Kurt Adler (1943–1973, Chorleiter und Dirigent)
- Rafael Kubelík (Music Director 1973–1974)
- James Levine (Music Director 1976–2016; Künstlerischer Direktor 1986–2004; Music Director Emeritus 2016–2017)
- Valery Gergiev (Erster Gastdirigent 1997–2008)
- Fabio Luisi (Erster Gastdirigent 2010–2011; Erster Dirigent 2011–2017)
- Yannick Nézet-Séguin (designierter Music Director 2017–2018; Music Director seit September 2018)[4][5]

## Spielstätte

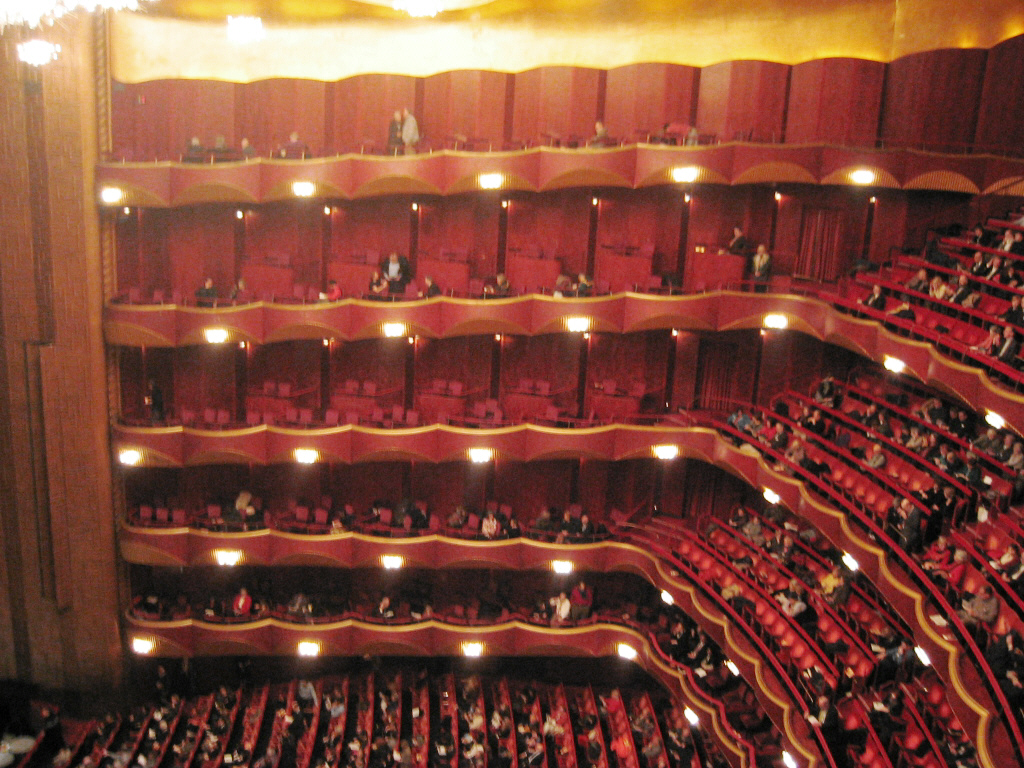
Blick in das Auditorium der Metropolitan Opera, 2003

Das Gebäude in der Upper West Side von Manhattan liegt zwischen der Columbus Avenue und der Amsterdam Avenue zwischen der 62. und 65. Straße. Der Saal fasst 3900 Besucher.
Der prachtvolle Vorhang der Metropolitan Opera ist mehrere hundert Kilogramm schwer und mit Kordeln aus purer Seide und Pailletten versehen. Der neue Schmuckvorhang, der 2005 den alten ersetzte, wurde von dem deutschen Unternehmen Gerriets aus Umkirch bei Freiburg im Breisgau gefertigt.

## Orgel
Die Orgel der Metropolitan Opera wurde 1965–1966 von der Orgelbaufirma Aeolian-Skinner gebaut. Das Instrument hat 20 Register (1.289 Pfeifen) auf zwei Manualen und Pedal. Das gesamte Pfeifenwerk befindet sich in einem Schwellkasten. Die Trakturen sind elektrisch.
| I Hauptwerk C–g3 |              |    |
| 1.               | Prinzipal    | 8′ |
| 2.               | Bourdon      | 8′ |
| 3.               | Oktav        | 4′ |
| 4.               | Superoktav   | 2′ |
| 5.               | Mixtur IV-VI |    |

| II Brustwerk C–g3 |                  |     |
| 6.                | Gemshorn         | 8′  |
| 7.                | Rohrflöte        | 8′  |
| 8.                | Flute harmonique | 4′  |
| 9.                | Blockflöte       | 2′  |
| 10.               | Ripieno IV       |     |
| 11.               | Bombarde         | 16′ |
| 12.               | Trompette        | 8′  |

| Pedalwerk C–g1 |                              |     |
| 13.            | Subbass                      | 32′ |
| 14.            | Subbass (aus Nr. 13)         | 16′ |
| 15.            | Prinzipal (= Nr. 1)          | 8′  |
| 16.            | Gemshorn (= Nr. 6)           | 8′  |
| 17.            | Prinzipal (= Nr. 4)          | 4′  |
| 18.            | Contrebombarde (ext. Nr. 11) | 32′ |
| 19.            | Bombarde (= Nr. 11)          | 16′ |
| 20.            | Bombarde (= Nr. 12)          | 8′  |

- Koppeln: II/I, I/I (als Sub- und Superoktavkoppeln), II/II (als Sub- und Superoktavkoppeln), I/P, II/P

## Radioübertragungen
In der „Met“ gab es die Geburtsstunde der ersten Opernübertragung im noch in den Anfangsjahren steckenden Rundfunk. Am 13. Januar 1910 wurde die Doppel-Vorstellung der Opern Cavalleria rusticana und Pagliacci mit Enrico Caruso und anderen Interpreten öffentlich übertragen. Die Initiative dazu ging von Lee De Forest aus, einem frühen Rundfunkpionier. Die Sendung konnte man auch noch auf einem 20 Kilometer entfernten Schiff hören. Der Zuhörerkreis in New York City, der Ohrstöpsel zum Sendungsempfang benötigte, war klein.
Die Samstagnachmittagsvorstellungen der Metropolitan Opera sind seit dem Weihnachtstag 1931 live über viele Radiostationen der USA und darüber hinaus zu hören. Das erste übertragene Stück war die Oper Hänsel und Gretel von Engelbert Humperdinck. Zur Finanzierung der Radioübertragung fand sich seit 1940 ein fester Sponsor, der allerdings 2004 sein Engagement beendete. Seitdem versucht der Metropolitan Opera Fund, diese Sendung mit Hilfe von Spenden auf eine sichere finanzielle Grundlage zu stellen.

## Kino-Übertragungen
Ausgewählte Aufführungen werden in der Reihe „Metropolitan Opera Live in HD“ live in Kinos in den USA und im Ausland übertragen. Die Übertragungen erreichen gute Auslastungen und verbessern die Einnahmesituation des Hauses.

## Live-Streaming
Am 25. April 2020 veranstaltete die „Met“ eine über vierstündige, ausschließlich online übertragene @Home-Gala, wobei die Gäste und Musiker aufgrund der Coronavirus-Pandemie von daheim zugeschaltet wurden. Dabei traten vierzig Sängerinnen und Sänger, zumeist live zugeschaltet, auf.
Technisch bemerkenswert war hierbei unter anderem die Aufführung des Gefangenenchors aus der Oper Nabucco von Verdi, wo über 50 Musiker parallel via Videokonferenz das Stück spielten. 33 Live-Aufführungen und sieben vorab aufgenommene Stücke wurden präsentiert. Bis zu 300.000 Zuschauer aus über 162 Länder haben die Gala live verfolgt.
Während des Lockdowns (Februar 2021) produzierte die „Met“ einen Livestream mit Anna Netrebko aus der Spanischen Hofreitschule in Wien.

## Auszeichnungen
- 2013: International Opera Award in den Kategorien Orchester und Accessibility